# Малпасо (Палермо)
Малпасо је насеље у Италији у округу Палермо, региону Сицилија.
Према процени из 2011. у насељу је живело 29 становника. Насеље се налази на надморској висини од 648 м.